# Dump (Belize)
Dump ist ein Ort im Toledo District in Belize. 2010 hatte der Ort 198 Einwohner.

## Geographie
Dump liegt etwa 20 km nordwestlich und landeinwärts zum Hauptort Punta Gorda am Southern Highway.
Der Fluss Columbia Branch, der 3 km nördlich verläuft, entwässert zum Rio Grande.
Die Nachbarorte sind San Pedro Columbia, San Miguel (N), Silver Creek, Big Falls (NO), Pine Hill (O), San Marcos, Yemeri Grove (SO), Laguna (S), Jordan, Blue Creek (SW) und Mafredi (NW).

## Bildung
Im Ort gibt es zwei weiterführende Schulen: das Centre for Employment Training und die Julian Cho Technical High School.

## Klima
Das Klima ist tropisch heiß.